# Franc Roddam
Francis George Roddam (Stockton-on-Tees, 29 aprile 1946) è un regista, sceneggiatore, produttore televisivo, scrittore ed editore britannico.

## Biografia
Ha al suo attivo molte produzioni cinematografiche e televisive, e ha ideato il talent show culinario MasterChef.

## Filmografia parziale
- Quadrophenia (1979)
- La sposa promessa (The Bride) (1985)
- War Party (1988)
- K2 - L'ultima sfida (1991)
- Moby Dick (1998)
- Cleopatra (1999)